# Android One
Android One là một dòng các điện thoại thông minh chạy hệ điều hành Android phiên bản nguyên gốc. Đây là một tiêu chuẩn phần cứng và phần mềm được tạo bởi Google nhằm cung cấp một trải nghiệm người dùng đồng nhất và cải thiện tính bảo mật thông qua các bản cập nhật thường xuyên và Google Play Protect. Android One được bắt đầu vào năm 2014 và tập trung vào các thiết bị tầm thấp cho các thị trường mới nổi, nhưng sau này đã trở thành chương trình di động chính của Google.

## Lịch sử
Android One được khởi động bởi Sundar Pichai, Giám đốc sản phẩm và CEO của Google. Kế hoạch được lập ra với mục tiêu chính là thị trường Ấn Độ. Pichai cho biết các thiết bị đầu tiên sẽ có chung phần cứng vì chúng được dựa trên một nền tảng giống nhau. Hãng đã dự định cho ra mắt thêm một loạt các thiết bị khác trong tương lai.
Các bản cập nhật bảo mật và hệ thống được thực hiện bởi chính Google cho bộ thiết bị Android One đầu tiên, được trang bị SoC di động bốn nhân MT6582 của MediaTek.
Những chiếc điện thoại Android One ban đầu được bán tại Ấn Độ, Pakistan, Bangladesh, Nepal, Indonesia, Philippines, Sri Lanka, Myanmar và các quốc gia Nam Á khác vào năm 2014. Những chiếc điện thoại thông minh Android One đầu tiên được mang các nhãn hiệu Micromax, Spice và Karbonn của Ấn Độ vào tháng 9 năm 2014, các điện thoại thông minh Android One thế hệ thứ hai mang các nhãn hiệu Mito Impact, Evercoss One X, Nexian journey của Indonesia vào tháng 2 năm 2015 và thiết bị Android One đầu tiên được cài đặt sẵn Android 5.0 Lollipop. Các nhà sản xuất khác bao gồm QMobile đã cho ra mắt một thiết bị Android One có tên là QMobile A1, vào ngày 6 tháng 7 năm 2015 tại Pakistan. Android One được ra mắt tại Nigeria vào tháng 8 năm 2015 với chiếc Infinix Hot 2 X510 (có các phiên bản 1 và 2 GB RAM) và đã trở thành thiết bị Android One đầu tiên ở châu Phi. Infinix Hot 2 X510 cũng được xuất khẩu sang các nước châu Phi khác như Ai Cập, Ghana, Bờ Biển Ngà, Maroc, Kenya, Cameroon, Uganda, và các quốc gia châu Á như Các tiểu vương quốc Ả Rập Thống nhất, Pakistan và Indonesia (chỉ có phiên bản 2 GB RAM). Các nhà sản xuất khác dần dần tiếp tục cho ra các sản phẩm mới.
Vào năm 2016, SoftBank công bố họ sẽ trở thành nhà mạng đầu tiên tại Nhật Bản giới thiệu một chiếc điện thoại Android One tới quốc gia này, với tên gọi Sharp 507SH và được bán ra vào cuối tháng 7 năm 2016. Hà Lan và Ý là các nước phát triển khác có bán các sản phẩm Android One trên thị trường; nhà bán lẻ Media Markt là đơn vị bán các thiết bị Android One mang nhãn hiệu điện thoại thông minh của Thổ Nhĩ Kỳ General Mobile's 4G tại hai nước trên (kể cả Thổ Nhĩ Kỳ) từ năm 2017.
Vào ngày 25 tháng 5 năm 2017, thương hiệu điện thoại thông minh Thổ Nhĩ Kỳ General Mobile cho ra mắt phiên bản tiếp theo trong loạt các thiết bị Android One của hãng, chiếc GM 6. SoftBank sau đó cũng giới thiệu chiếc Sharp X1 tại Nhật Bản thông qua công ty chi nhánh mảng viễn thông của hãng, Y!Mobile, vào ngày 30 tháng 6.
Vào ngày 5 tháng 9 năm 2017, Android One và Xiaomi cùng công bố chiếc Xiaomi Mi A1, là thiết bị Android One đầu tiên dưới chương trình Android One mới nhằm giúp đưa tới người dùng những chiếc điện thoại thông minh chạy hệ điều hành Android phiên bản gốc với những công nghệ mới nhất của Google, giao diện dễ sử dụng, và thường xuyên được nâng cấp về bảo mật và hệ điều hành. Chiếc Mi A1 là thiết bị Android One đầu tiên được bán toàn cầu tại hơn 36 thị trường. Nó được bán thông qua nhiều nhà phân phối truyền thống và kênh phân phối trực tuyến, bao gồm cả trang Mi Homes của chính Xiaomi tập trung tại các nước Ấn Độ, Indonesia, Nga và Đài Loan. Cũng vào tháng 9 sau đó, nhà mạng Project Fi đã giới thiệu thiết bị Android One đầu tiên được bán tại Hoa Kỳ với chiếc Moto X4. Vào tháng 11, Android One cũng đã bước vào thị trường Đức với chiếc U11 Life của HTC.
Vào cuối tháng 11 năm 2017, SoftBank bổ sung thêm bốn thiết bị mới vào dòng Android One của hãng với Y!Mobile: the X2 (HTC), X3 (Kyocera), S3 (Sharp), và S4 (Kyocera).
Vào tháng 2 năm 2018, HMD Global, nhà sản xuất các thiết bị điện thoại thông minh Nokia, đã thông báo rằng công ty đã tham gia chương trình Android One.